# Теорія режиму
Теорія режимів — це теорія в галузі міжнародних відносин, яка походить з ліберальної традиції і стверджує, що міжнародні інституції або режими впливають на поведінку держав чи інших міжнародних суб'єктів.  Вона припускає, що співпраця можлива в анархічній системі держав, оскільки режими за визначенням є випадками міжнародної співпраці.
Стівен Д. Краснер був ключовою фігурою у формуванні та становленні  теорії режимів як важливої теми дослідження в міжнародних відносинах, частково завдяки збірці «Міжнародні режими», виданій у 1983 році.  Книга Роберта Кеохейна «Після гегемонії» 1984 року була описана як «найповніше вираження» теорії режимів. 

## Теоретичні основи
Хоча реалізм передбачає, що конфлікт має бути нормою в міжнародних відносинах, теоретики режимів стверджують, що співпраця існує, незважаючи на анархію . Часто вони посилаються на співпрацю в торгівлі, правах людини та колективній безпеці. Саме ці випадки співпраці є режимами. Найчастіше цитованим визначенням є Стівен Краснер, який визначає режими як «інституції, що мають норми, правила прийняття рішень та процедури, що сприяють зближенню очікувань».  Таким чином, поняття режимів є ширшим, ніж поняття формальної організації. 
Однак не всі підходи до теорії режимів є ліберальними чи неоліберальними; деякі вчені-реалісти, такі як Джозеф Гріко, розробили гібридні теорії, які використовують реаліcтичний підхід до цієї фундаментально ліберальної теорії. (Реалісти не стверджують, що співпраця ніколи не буває, просто це не норма — різниця в ступені).

## У міжнародній політичній економії
Як зазначалося вище, режим визначається Стівеном Д. Краснером як сукупність явних або неявних «принципів, норм, правил та процедур прийняття рішень, навколо яких сходяться очікування акторів у певній галузі міжнародних відносин». Це визначення навмисно широке та охоплює людську взаємодію, починаючи від формальних організацій (наприклад, ОПЕК) і закінчуючи неформальними групами (наприклад, великими банками під час боргової кризи). Зауважте, що режим не обов'язково має складатися з держав.
У рамках міжнародної політичної економії існують три основні підходи до теорії режимів: домінуючий, заснований на інтересах, що походить від ліберальних підходів, реалістична критика заснованих на інтересах підходів і, нарешті, засновані на знаннях підходи, що походять від когнітивістської школи думки. Перші два є раціоналістичними підходами, а третій - соціологічним.
У рамках теорії режимів, оскільки теорія режимів за визначенням є теорією, яка пояснює міжнародну співпрацю (тобто це традиційно ліберальна концепція), у літературі переважають ліберальні підходи.

### Ліберальні підходи
Ліберальні підходи до теорії режимів, засновані на інтересах, стверджують, що співпраця в анархії можлива без гегемона, оскільки існує «конвергенція очікувань». Режими сприяють співпраці, встановлюючи стандарти поведінки, які сигналізують іншим членам, що вони насправді співпрацюють. Коли всі держави очікують співпраці від інших, ймовірність підтримки співпраці зростає. Дігвіджай Мехра зазначає, що теорія режимів не визнає політичних партій та їхню роль у зміні впливу міжнародних інституцій, але твердження Мехра загалом ігноруються в академічних колах через відсутність доказової підтримки та інтелектуальної точності.
Неоліберали вважають, що реалісти нехтують ступенем, до якого країни поділяють інтереси, та ітеративним характером державних відносин. Реалісти помиляються, неявно моделюючи світ, використовуючи класичну дилему в'язня в одній грі, в якій структура виграшу робить дезертирство домінуючою стратегією для обох гравців. Різниця між цією моделлю та реальністю полягає в тому, що держави не схожі на в'язнів, держави повинні постійно співпрацювати, тоді як в'язні більше ніколи не побачать один одного. Отже, рішення людини сьогодні мають майбутні наслідки. Таким чином, взаємна співпраця є раціональною: сума відносно невеликих кооперативних вигод з часом може бути більшою, ніж виграш від однієї спроби експлуатувати опонента, за якою слідує нескінченна низка взаємних збоїв. У своїй книзі «Еволюція співпраці» Роберт Аксельрод називав експлуатацію одним ударом поведінкою, за якої держави уникають «зуб за зуб».
У повторюваній дилемі в'язня поведінка акторів визначається такими припущеннями:
- Держави є раціональними, унітарними, максимізуючими вигоду акторами, які живуть в анархії та страждають від дилеми безпеки.
- Існують майбутні наслідки для поточних дій; дилема в'язня не є одноразовою подією. Отже;
- Держави зацікавлені в співпраці в теперішньому часі, тому що в майбутньому інші держави перейдуть на їхню сторону (стратегія «око за око»). Отже;
- Теорія передбачає, що держави стурбовані абсолютними вигодами, тобто держави не враховують вигоди чи втрати інших держав у своєму аналізі корисності. На противагу цьому, неореалісти стверджують, що держави стурбовані відносними вигодами. Тобто держави стурбовані перевагами, які вони отримують порівняно з перевагами інших держав в анархічній системі.

Неоліберальний теоретик міжнародних відносин Роберт Когейн стверджує, що міжнародні режими можуть підвищити ймовірність співпраці шляхом:
Надання інформації про поведінку інших шляхом моніторингу поведінки членів та звітування про дотримання.
- Режими чітко визначають, що вважається відступництвом, і часто чітко прописують покарання за відступництво.
- Це зменшує страх, що держава експлуатується іншими членами режиму, і мінімізує ймовірність непорозумінь. Встановлення санкцій зменшує стимул до прихованого відступництва.

Зменшення транзакційних витрат.
- Інституціоналізуючи співпрацю, режими можуть зменшити вартість майбутніх угод. Зменшуючи вартість досягнення угоди, режими збільшують ймовірність майбутньої співпраці. Наприклад, кожен раунд ГАТТ вирішував багато процедурних проблем, які не довелося переглядати в наступних раундах, що робило співпрацю легшою та більш імовірною.

Формування очікування співпраці серед членів.
- Створюючи ітерацію та віру в те, що взаємодія продовжуватиметься в найближчому майбутньому, режими підвищують важливість репутації та дозволяють використовувати складні стратегії.

Інші автори, такі як Кеннет А. Ойє, стверджують, що режими можуть забезпечувати стимули до співпраці та стримувати відступництво, змінюючи структуру винагород режиму..

### Реалістичні підходи
Реалісти, такі як Джозеф Гріко, пропонують теорії режимів, засновані на силі, на теорії гегемонної стабільності. Теорія режимів може іноді здаватися суперечливою теорії гегемонної стабільності, але реалісти також застосовують її в рамках теорії режимів для пояснення змін. Використовуючи її таким чином, реалісти роблять висновок, що сильний гегемон – це те, що робить режим успішним, тобто стійким, стійким.
Коротко кажучи, в рамках теорії режимів ліберали та реалісти розходяться в думках щодо двох речей: характеру міжнародної співпраці та ролі міжнародних інституцій. Ліберали вважають, що міжнародні інституції щонайбільше створюють середовище, сприятливе для зближення державних інтересів, що сприяє співпраці режимів; і, принаймні, сприяють співпраці, яка інакше не могла б відбутися в анархічному світі. З іншого боку, реалісти вважають, що режими лише відображають розподіл влади в міжнародній системі, і що будь-яка співпраця, яка відбувається за режиму, відбулася б у будь-якому разі. (Могутні держави створюють режими для обслуговування своїх безпекових та економічних інтересів; режими не мають незалежної влади над державами, особливо над великими державами; таким чином, режими є просто проміжними змінними між владою, реальною незалежною змінною, та співпрацею, залежною змінною).
Сьюзен Стрендж мала п'ятисторонню критику теорії режимів:
- Це примха: теорія режимів є тимчасовою реакцією на поточні події та має кумулятивну цінність для знань.
- Поняття режиму є неточним.
- Він перевантажений цінностями: він зосереджений на збереженні гегемонії США та інституцій, очолюваних США, які вважаються доброзичливими.
- Він недооцінює динамізм світової політики: теорія режимів має статичний погляд на політику.
- Вона державоцентрична: теорія режимів не враховує ширші структурні моделі та форми влади[10].

### Когнітивістські підходи, засновані на знаннях.
На відміну від раціоналістичних підходів, описаних вище, когнітивісти критикують раціоналістичні теорії на тій підставі, що ліберали та реалісти використовують хибні припущення, такі як те, що національні держави завжди і назавжди є раціональними акторами; що інтереси залишаються статичними, що різні інтерпретації інтересів та влади неможливі. Когнітивісти також стверджують, що навіть коли раціоналістичні теорії використовують ітеровані теорії ігор, де майбутні наслідки впливають на поточні рішення, вони ігнорують головний наслідок такої ітерації — навчання. Наслідки ітерованої гри дивляться як у минуле, так і в майбутнє. Отже, рішення людини сьогодні не такі ж, як рішення людини завтра, не лише тому, що актори враховують майбутнє, але й тому, що кожен також враховує минуле. Нарешті, когнітивісти використовують постпозитивістську методологію, яка не вважає, що соціальні інститути чи актори можуть бути відокремлені від навколишнього соціально-політичного контексту для аналітичних цілей. Отже, когнітивісцький підхід є соціологічним або постпозитивістським, а не раціоналістичним. Підсумовуючи, для когнітивістів важливі не лише інтереси чи влада, але й сприйняття та середовище.
Прикладом корисного застосування цього підходу до вивчення теорії міжнародного режиму є докторська дисертація Едіт Вікс, в якій вона демонструє, що ми можемо застосовувати цей тип аналізу для пояснення та виділення ключових дійових осіб, розкриття політичної динаміки та історико-ідеологічних зрушень, пов'язаних з комерційною діяльністю щодо космічного простору та його ресурсів.

## Альтернативні підходи
Альтернативні підходи до ліберальної або реалістичної теорії режиму схильні розглядати дебати щодо нормативних основ співпраці чи чогось іншого як епіфеноменальні. Натомість вони наголошують на складному перетині соціальних сил, включаючи зміну цінностей, які призвели до появи постійних політичних та економічних режимів влади. Наприклад, вони наголошують на становленні сучасних бюрократичних режимів переговорів або нормалізації глобальної системи національних держав та багатонаціональних корпорацій як ключових гравців на світовій арені:
Для того, щоб зрозуміти природу глобалізуючих інститутів та режимів, вкрай важливо розташувати їх у їхньому соціально-реляційному контексті, а не просто зосереджуватися на організаційній механіці та змісті політики кількох провідних інститутів. Розуміння процесу, історичного контексту та сучасних відносин інституціоналізації є фундаментальним для осмислення більш емпіричного завдання документування діяльності тієї чи іншої інституції.